# Cryptotis merus
Cryptotis merus är en däggdjursart som beskrevs av Edward Alphonso Goldman 1912. Cryptotis merus ingår i släktet pygménäbbmöss, och familjen näbbmöss. Inga underarter finns listade i Catalogue of Life.
Arten blir utan svans 67 till 73 mm lång, svanslängden är 24 till 31 mm och bakfötterna är 11 till 13 mm långa. Yttre öron saknas. Håren är vid stjärten längst med 4 mm. Pälsen har på ovansidan en svartbrun färg och undersidan har samma färg som träkol. I samma region finns inga andra näbbmöss och så kan inga förväxlingar förekomma.
Denna näbbmus förekommer i gränsområdet mellan Panama och Colombia. Den lever i bergstrakter vid cirka 1500 meter över havet. Cryptotis merus vistas i fuktiga städsegröna skogar. Den går på främst marken och den hittas ofta vid vattendragens strandlinjer. I regionen inrättades Darien nationalparken.
Beståndet hotas av skogsröjningar och av bekämpningsmedel som används vid odlingsmark i närheten. Alla revir tillsammans täcker en yta av 2500 km². IUCN kategoriserar arten globalt som starkt hotad.